# Fortino Ayaquica Rangel
General Fortino Ayaquica Rangel fue un militar mexicano que participó en la Revolución mexicana. 

## Maderismo
Nació en Tochimilco, Puebla, el 31 de marzo de 1883; fue hijo de Felipe Ayaquica y de Carmen Rangel. Trabajó como obrero textil en Atlixco, Puebla. Al estallar la lucha maderista se incorporó a las fuerzas del General Francisco Mendoza Palma, participando en el ataque a la guarnición de Hacienda Nueva, en Acatlán de Osorio.

## Zapatismo
El General Mendoza le otorgó el grado de Coronel de caballería y le instó a organizar sus propias fuerzas revolucionarias; de 1911 a 1919 estableció su base de operaciones en Tochimilco, Puebla, y llegó a destacar como uno de los principales jefes zapatistas. Participó en la traición y asesinato del General Domingo Arenas por diferencia con los dirigentes del ejército zapatista, cuando el General Arenas asistió confiado a una reunión para amnistía. A la muerte de Emiliano Zapata apoyó a Gildardo Magaña Cerda, como Jefe Supremo del Ejército Libertador del Sur, también involucrado en el asesinato del General Arenas.

## Muerte
Obtuvo el grado de divisionario, con fecha 4 de agosto de 1920. Murió en Atlixco, Puebla, el 7 de enero de 1960.